# 도요다촌 (야마가타현 니시오키타마군)
도요다촌(豊田村)은 야마가타현 니시오키타마군에 있던 촌이다. 현재의 나가이시 남부에 해당한다.

## 역사
- 1889년 4월 1일 - 정촌제 시행에 의해 니시오키타마군 2촌, 히가시오키타마군 3촌의 구역을 가지고 성립하였다
- 1954년 11월 15일 - 나가이정, 나가이촌, 이사자와촌, 니시네촌, 히라노촌과 합병해 나가이시가 성립, 동일 도요다촌은 폐지되었다.

## 교통

### 철도
- 일본국유철도
  - 요네사카선
  - 나가이선 (현 야마가타 철도 플라워 나가이선)

### 도로
- 오구니 가도 (2급국도 국도 제113호선→ 현・1급국도 국도 제113호선)
- 나가이 가도 국도 제287호선

### 참고문헌
- 角川日本地名大辞典 6 山形県